# Calanthe aceras
Calanthe aceras är en orkidéart som beskrevs av Rudolf Schlechter. Calanthe aceras ingår i släktet Calanthe och familjen orkidéer. Inga underarter finns listade i Catalogue of Life.